# Kalotaszeg (folyóirat)
A Kalotaszeg folyóirat kulturális, közéleti lap, amely a kiegyezés utáni gazdasági fejlődés idején jött létre a magyar nemzet szellemi és lelki fejlődésének jegyében.

## Alapítás
E lap létrehozását 1890. július 22-én Bánffyhunyad város tanácsa, Gyarmathy Zsigmond elnöklése mellett határozta el.
A folyóirat először 1890. augusztus 10-én látott napvilágot és ebben az évben 21 szám jelent meg, majd a következő évben 34 szám jelent meg. Indulás után egy évre megszűnt. A lapot 1890-ben 1000 példányban nyomtatták.
- Felelős szerkesztő: Bölöni László
- Munkatársak: Gyarmathy Zsigáné és Herrmann Antal
- Cél: Arra volt kötelezve, hogy Kalotaszeg népét megfelelően tájékoztassa a gondokról és azok megoldásról. A lap célja volt, hogy az állami, megyei, községi hivatalok kezelésének figyelemmel kísérése, a népesedési mozgalmak, az emberek, állategészségügy, kereskedelem, iparügy, mezőgazdaság, iskolai és egyházügyek, törvénykezés ismertetése, ezekkel kapcsolatos tanácsadás. A minden vasárnap megjelenő újság Bánffyhunyad és vidéke közművelődési, társadalmi és közgazdasági érdekeit képviselő heti lap volt, és egyúttal Jegenyefürdő értesítője is.
- Tartalom: Az 1890-1891-ben megjelent Kalotaszegben döntő részben voltak a népdalok, népmesék, irodalom témájú cikkek. Herrmann Antal inkább néphagyomány, népdal gyűjteményeket, cigány népdalokat jelentett meg. Gyarmathy Zsigáné magyar irodalmi cikkek kiadásával jeleskedett. A Jegenyefürdő értesítője mint a Kalotaszeg melléklete jelent meg, fürdőévadban, a jegenyefürdői igazgatóság kiadásában, július-augusztus hónapokban, naponként. A Kalotaszeg előfizetőinek és az állandó fürdővendégeknek ingyen járt. E mellékletben az egészségügyi dolgokról, szórakozásról, művelődésről volt szó.

## Másodszori alapítás
Az első világháború és az ezt követő békeszerződések előtt, Kós Károly megpróbálta a folytatni Gyarmathyné és Herrmann Antal munkáját. Terve volt újból életet vinni a Kalotaszeg tájaira a Kalotaszeg folyóirat újraindításával. A Sztánán szerkesztett és Bánffyhunyadon a Diamanster nyomdában nyomtatott Kalotaszeg képes hetilap első száma 1912. január 7-én jelent meg. Míg az első kiadások nem foglalkoztak politikai kérdésekkel, Kós Károly Kalotaszegjében nyíltan tárgyalhatóak voltak politikai kérdések. Összesen 12 számot jelentettek meg, az utolsót 1912. március 26-án.
- Szerkesztő és kiadó: Kós Károly
- Tartalom: Szabad írásokat, és jellegzetes transzilván szemléletű politikai cikkeket, néprajzi írásokat, valamint mezőgazdasággal foglalkozó cikkeket, mint például a Gazda című cikkek olvashattak benne.

## Harmadszori alapítás
Vasas Samu Gyarmathy Zsigáné és Kós Károly céltudatos, félbeszakadt munkáját vállalta fel. A szerkesztőbizottság külső munkatársaival együtt ingyen dolgozott, a bánffyhunyadi RMDSZ segítségével. Először úgy indult mint próbaszám. A Bánffyhunyadi RMDSZ kéthetente megjelenő lapja. Az "Erdély" lap és könyvkiadó vállalat adta ki, a Misztótfalusi Kis Miklós református sajtóközpont nyomdájában jelent meg. 1993-ban megjelent három füzet Kalotaszegi füzetek néven, mint a Kalotaszeg melléklete.
- Cél: A lap feladatának tűzte ki, hogy tudósítson Kalotaszeg kulturális társadalmi életéről.
- Főszerkesztő: Török F. László, Vasas Samu (1992)
- Felelős szerkesztő: Mihály István
- szerkesztők (1991): Török F. László, Mihály István, Vasas Samu, Szigetvári Ferenc, Kudor István, Simon Ilona, Boldizsár Zeyk Imre, Oláh József.
- munkatársak (1991): Vasas Samu, Szigetvári Ferenc, Kudor István, Boldizsár Zeyk Imre, Oláh József.
- munkatársak (1992): Boldizsár Zeyk Imre, László György, Mihály István, Ricci József, Szilágyi Sándor. További munkatárs Váradi Goia János.

## Külső hivatkozások
- Kalotaszeg folyóirat néhány száma
- Szabadság[halott link]

## Repertórium
- repertórium